# 7265 Edithmüller
A 7265 Edithmüller (ideiglenes jelöléssel 2908 T-2) a Naprendszer kisbolygóövében található aszteroida. Cornelis Johannes van Houten, Ingrid van Houten-Groeneveld és Tom Gehrels fedezte fel 1973. szeptember 30-án.